# EMD SD38-2
Az EMD SD38-2 egy 6 tengelyes dízelmozdony, amit a General Motors Electro-Motive Division (EMD) épített 1972 és 1979 között. Egyaránt használták tolató és vonali mozdonynak is. Ez a sorozat az EMD Dash 2 sorozat része.
A mozdony motorja egy EMD 16-645 E 16 hengeres motor, ami 2000 lóerős (1,500 kilowatt) volt. Ezeket az egységeket vagy 3200, vagy 4000 amerikai gallonos üzemanyagtartállyal építették, (12100 l vagy 15100 l) és rendelhető volt dinamikus fékkel vagy anélkül.

## Eredeti üzemeltetők
| Vasútvonal                             | Darabszám | Pályaszám        | Megjegyzés |
| -------------------------------------- | --------- | ---------------- | --- |
| BC Hydro                               | 3         | 382-384          | Southern Railwaynek Brit-Kolumbia , ugyanaz számok |
| Bessemer and Lake Erie Railroad        | 13        | 870-879, 890-892 | 870, 872, 876, 879 és 890 Union RR-nek, 50-54 (?/01); EJ&E-nek, 671-675 (11/01); 873 LTEX-nek, 873 (stored as of late '06); 877 EJ&E-nek, 670 (3/01); 891 EJ&E-nek, 669 (?/81); 892 DM&IR-nek, 215 (3/86); 871, 874, 875 all scrapped due to wrecks in the 1980s. 878 remains on B&LE rails as the last SD38-2 on the roster, as of 5-01-07. |
| Chicago and Illinois Midland Railway   | 6         | 70-75            | Union Pacific Railroad-nek, 2800-2805; UPY-nek, 800-805 |
| Chicago and North Western Railway      | 10        | 6650-6659        | Union Pacific-nek, 2806-2815; UPY-nek, 806-815 |
| Duluth, Missabe and Iron Range Railway | 5         | 209-213          | |
| Elgin, Joliet and Eastern Railway      | 13        | 656-668          | . |
| Jari Railway                           | 2         | 10-11            | Export, Brazil |
| Louisville and Nashville Railroad      | 5         | 4500-4504        | Seaboard System Railroad-nak, 4500-4504; CSX Transportation-nak, 2450-2454 |
| McCloud River Railroad                 | 1         | 39               | Union Pacific-nek, 2824; UPY-nek, 824 |
| Northern Alberta Rail                  | 4         | 401-404          | Built by GMDD; Canadian National Railway-nak, 5700-5703; átszámozva 1650-1653 |
| Orinoco Mining                         | 5         | 1028-1032        | Export, Venezuela |
| Reserve Mining                         | 9         | 1237-1245        | GATX-nek, a pályaszám ugyanaz maradt; LLPX-nek, 2801-2809; 2802, 2805, 2807 és 2809 az Iowa Interstate Railroad-nek, 150-155 |
| St. Louis – San Francisco Railway      | 4         | 296-299          | To Burlington Northern Railroad, 6260-6263; BNSF Railway-nak, a pályaszám ugyanaz maradt |
| Southern Pacific Railroad              | 6         | 2971-2976        | Union Pacific-nek, 2830-2835; UPY-nek, 830-835 |
| United States Steel                    | 1         | 1                | Cyprus-Amax-nak, pályaszám ugyanaz maradt |
| Yankeetown Dock                        | 3         | 20-22            | 22-es pályaszámú a Cyprus-Amax-nak |